# Âmes perdues (roman)
Pour l’article homonyme, voir Âmes perdues (homonymie).
Âmes perdues (titre original : Lost Souls) est le premier roman d'horreur de Poppy Z. Brite. Il a été publié en 1992.

## Résumé
À quinze ans, Nothing, adolescent rebelle et mal dans sa peau, s'enfuit de chez ses parents. Sa route croise celle des Lost Souls, créatures étranges, vêtues de noir, qui boivent une liqueur au goût de sang. Insatiables, sensuels, sauvages, ce sont des prédateurs sans loi qui n'obéissent qu'à leurs instincts. Avec Molochai, Twig et Zillah, Nothing part en quête d'amour, de sexe et de violence au son de longs riffs lancinants dans les boîtes punk de La Nouvelle-Orléans, et découvre la vérité sur ses origines...
Poppy Z. Brite nous entraîne dans un univers noir où les vampires profitent de leur immortalité pour s'adonner à toutes les perversions et braver tous les interdits de la société puritaine américaine.

## Les personnages de Steve et Ghost
Steve et Ghost, ayant une relation ambiguë, sont également deux personnages de ce livre qui ont eu du succès. Poppy Z. Brite a d'ailleurs écrit plusieurs nouvelles telles que America, Con Party at Hotel California ou Stay Awake retirant toute ambiguïté entre les deux personnages